# Deshidrogenación
En bioquímica, se entiende por deshidrogenación la pérdida de átomos de hidrógeno (generalmente un par) por parte de una molécula orgánica.
En realidad, la pérdida de átomos de hidrógeno es una oxidación ya que la molécula pierde electrones (y naturalmente protones). De hecho, la mayoría de las oxidaciones de sustratos durante el catabolismo se realizan por deshidrogenación. Por tanto, es una reacción química clave en la obtención de energía por parte de las células. Por el contrario, la ganancia de hidrógenos es una reducción y recibe el nombre de hidrogenación.

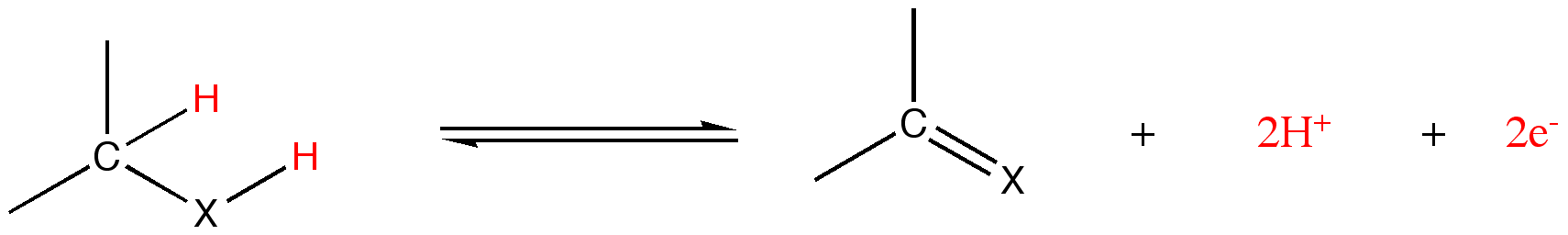
Deshidrogenación (hacia la derecha) e hidrogenación (hacia la izquierda); los átomos de hidrógeno sustraídos se presentan separados en electrones y protones.

## Papel de los coenzimas
Las deshidrogenaciones e hidrogenaciones son llevadas a cabo por un tipo de enzimas denominados deshidrogenasas. Estas enzimas precisan de la colaboración de los coenzimas de óxido-reducción; los principales son:
- flavín adenín dinucleótido (FAD): FAD + 2H → FADH2
- flavín mononucleótido (FMN): FMN + 2H → FMNH2
- nicotinamida adenina dinucleótido (NAD+): NAD+ + 2H → NADH + H+
- nicotín-adenín dinucleótido fosfato (NADP+): NADP+ + 2H → NADPH + H+

Dado que se oxida un sustrato (la molécula que pierde electrones en forma de pares de hidrógenos) ha de haber otro que se reduzca (que acepte electrones); como la enzima no puede modificarse durante la reacción, son estos coenzimas los aceptores de electrones (y protones). En las reacciones bioquímicas, los hidrógenos arrancados a un sustrato van siempre a parar a alguno de estos coenzimas.
Nótese del FAD y FMN aceptan dos átomos de hidrógeno completos (es decir, dos electrones y dos protones), mientras que NAD+ y NADP+ aceptan dos electrones y un protón, quedan el otro protón libre en el medio.

## Algunas deshidrogenasas
- Alfa-cetoglutarato deshidrogenasa
- Glucosa-6-fosfato deshidrogenasa (G6FD)
- Glutamato deshidrogenasa
- Isocitrato deshidrogenasa
- Lactato deshidrogenasa
- Malato deshidrogenasa
- Oxoglutarato deshidrogenasa
- Piruvato deshidrogenasa
- Succinato deshidrogenasa